# SlideShare
SlideShare (letteralmente "condivisione di presentazioni") è un servizio Web che ospita presentazioni e documenti. Gli utenti possono cercare file privatamente o pubblicamente nei seguenti formati: PowerPoint, PDF, Keynote o OpenDocument. Le presentazioni possono essere viste sul sito stesso, su dispositivi mobili o incapsulati in altri siti internet.
Nato il 4 ottobre 2006, è stato acquisito da Linkedin nel 2012, il quale lo cedette a sua volta a Scribd nel 2020.